# 国際電信電話
国際電信電話株式会社（こくさいでんしんでんわ）は、日本電信電話公社から国際電信電話株式会社法（昭和27年法律第301号）により1953年に分離独立し設立された日本の電話会社である。法令により日本と海外との国際電気通信・国際電話を長らく独占的に扱った。事業者識別番号は001。略称はKDD、国際電電。国際電気通信連合のセクターメンバー。
KDDIの前身会社の1つ。KDDIは旧第二電電株式会社が設立された1984年6月を会社設立年月としている。

## 特殊法人時代
1985年（昭和60年）3月までの日本の電気通信事業は、公衆電気通信法（昭和28年法律第97号）の規定に基づき、国内は日本電信電話公社が、国際通信は特殊会社である国際電信電話株式会社 (KDD) がそれぞれ独占していた。
第二次世界大戦（太平洋戦争）後、占領政策を進めてきたGHQは、国際通信設備の建設・保守を業務とする国策会社であった国際電気通信株式会社を解散させ、当該会社の保有する国際電信電話設備を逓信省に移管して国内国際電気通信業務を所管させた。1949年には逓信省を郵政省と電気通信省に分割し、国内国際電気通信業務を電気通信省に所管させた。
国際電気通信株式会社が半官半民の会社として国際通信施設の拡充を行っていた先例があることが指摘されたが、電気通信大臣佐藤栄作は「電気通信省の管理者としては積極的な検討はしておらず、今日のところは国家的な使命を達成する意味において公共企業体の程度には是非とどめておきたいので、公共企業体移行への準備を進めている」と述べ、1952年（昭和27年）、電気通信省所管の国内国際電気通信業務は、公法上の特殊法人として設立された日本電信電話公社へ移管した。
1953年（昭和28年）に国際電信電話業務は、国際電信電話株式会社法（KDD法）により郵政省管轄の特殊会社として設立された国際電信電話株式会社 (KDD) へ移管された。国際電信電話は、元国際電気通信株式会社の無線施設部門、日本電信電話公社中央局の国際通信部門、電気通信省の国際通信部を核とする本社部門、で組織された。
KDD法第2条により「国際電気通信業務」および「前号の業務に附帯する業務」を営むものと規定され、日本国内において唯一国際回線の保有を許可されていた。同法第2条2項により、郵政大臣の認可を受けて「会社の目的を達成するために必要な業務」、「前号の業務のほか、前項の業務の円滑な遂行に支障のない範囲内において、同項の業務を営むために保有する設備又は技術を活用して行う電気通信業務その他の業務」を営むことができると規定された。独占的な国際通信事業者と見なされ、同法により企業活動が規制された。
1985年（昭和60年）電気通信事業法が施行された。本法施行までは公衆電気通信法の下、日本電信電話公社が国内公衆電気通信を、国際電信電話株式会社が国際電気通信を役務とすることができたが、電気通信事業法の施行により、電気通信事業への新規参入および電話機や回線利用制度の自由化が認められた。

### 国際電信電話法の改正と廃止
電気通信事業法の施行に関連し、1984年（昭和59年）12月に国際電信電話株式会社法の第一条と第二条が、以下改正された。
- 改正前
  - 第一条 国際電信電話株式会社は、国際公衆電気通信事業を経営することを目的とする株式会社とする。
  - 第二条 国際電信電話株式会社（以下「会社」という。）は、国際公衆電気通信事業を営む外、郵政大臣の認可を受けて、これに附帯する業務その他前条の目的を達成するために必要な業務を営むことができる。
  - 第四条 会社の株式は、記名式とし、政府、地方公共団体、日本国民又は日本国法人であつて社員、株主若しくは業務を執行する役員の半数以上、資本若しくは出資の半額以上若しくは議決権の過半数が外国人若しくは外国法人に属さないものに限り、所有することができる。
  - 第九条 会社は、郵政大臣がこの法律の定めるところに従い監督する。
- 改正後
  - 第一条 国際電信電話株式会社は、国際電気通信事業を経営することを目的とする株式会社とする。
  - 第二条 国際電信電話株式会社（以下「会社」という。）は、前条の事業を営むほか、これに附帯する業務及び、郵政大臣の認可を受けて、その他会社の目的を達成するために必要な業務を営むことができる。この場合において、同条の事業に附帯する業務に関し必要な事項は、郵政省令で定める。
  - 第四条 会社の株式は、記名式とし、政府、地方公共団体、日本国民又は日本国法人であつて社員、株主若しくは業務を執行する役員の半数以上、資本若しくは出資の半額以上若しくは議決権の過半数が外国人若しくは外国法人に属さないものに限り、所有することができる。
  - 第九条 会社は、郵政大臣がこの法律の定めるところに従い監督する。

なお、この改正では、株式に関する事項についての見直しはされていない。
国際電信電話株式会社法は、1984年（昭和59年）12月の改正後、5回改正されている。
1997年（平成9年）6月の改正により国内電話事業への進出が可能となり、同年7月から参入した。1998年（平成10年）に国際電信電話会社法が廃止され、特殊会社から一般の株式会社になった。

## 完全民営化
日本国政府は1998年（平成10年）、電気通信分野の規制緩和策の審議で、国際電信電話会社法の廃止および同社の完全民営化を閣議決定した。決定に基づき1998年3月16日に電気通信分野における規制の合理化のための関係法律の整備等に関する法律案が国会に提出されて4月30日に成立し、12月1日に同法第1条の規定で国際電信電話株式会社法は廃止されて特殊会社ではなくなり、他社の国際通信参入が自由化された。
完全民営化が実現する前の1997年（平成9年）11月25日に、新電電の日本高速通信と合併する旨を発表。1998年（平成10年）12月1日に同社を吸収合併し、社名を国際電信電話からケイディディに変更した。
電気通信事業法附則第5条によりKDDIが国際電電承継人とされ、この規定により東日本電信電話株式会社（NTT東日本）や西日本電信電話株式会社（NTT西日本）とともに、電報事業に係る業務のうち受付及び配達の業務を行うことが認められている。現在はKDDIがその事業を承継し、アルティウスリンク（旧・KDDIエボルバ）が運営している。

## 歴代社長
| 代数 | 氏名       | 在任               | その他                                                             |
| ---- | ---------- | ------------------ | ------------------------------------------------------------------ |
| 初代 | 渋沢敬三   | 1953年（昭和28年） | 大蔵大臣（幣原内閣）、第16代日本銀行総裁、東京帝国大学経済学部卒業 |
|      | 町田辰次郎 |                    |                                                                    |
|      | 濱口雄彦   | 1962年（昭和37年） | 東京帝国大学法学部卒業                                             |
|      | 大野勝三   | 1964年（昭和39年） |                                                                    |
|      | 靱勉       |                    |                                                                    |
|      | 菅野義丸   | 1971年（昭和46年） | 内閣官房副長官、日本国内航空社長、東京帝国大学法学部卒業           |
|      | 板野學     |                    | KDD事件で有罪判決                                                  |
|      | 古池信三   |                    |                                                                    |
|      | 増田元一   |                    |                                                                    |
|      | 西本正     |                    |                                                                    |

## 沿革
- 1925年 - 日本無線電信株式会社法が成立し、同年に日本無線電信株式会社が設立された。
- 1932年（昭和7年）12月 - 無線電信法第2条にもとづき、国際電話株式会社設立。
- 1937年（昭和12年） - 国際電気通信株式会社法制定。
- 1938年（昭和13年） - 日本無線電信株式会社と国際電話株式会社を合併し、国際電気通信株式会社創立。
- 1940年（昭和15年） - 八俣送信所開設。
- 1947年（昭和22年） - 国際電気通信株式会社のGHQ指令による解散。国際電気通信株式会社法廃止。
- 1947年（昭和22年） - 国際電気通信株式会社の一部を除く施設、業務、職員は逓信省へ移管する。
- 1949年（昭和24年）6月1日 - 国際通信部門は、逓信省の二省分離（郵電分離）で成立した電気通信省へ移管。
- 1952年（昭和27年）8月1日 - 電気通信省は廃止され、日本電信電話公社が成立。

- 1953年（昭和28年）3月24日 - 国際電信電話株式会社法(昭和27年法律第301号)に基づき、国際通信部門を日本電信電話公社から分離し国際電信電話株式会社(KDD/Kokusai Denshin Denwa Co., Ltd.) を設立。本社は三菱21号館（旧ビル）に置いた。国際電信電話業務承継。
- 1956年（昭和31年）2月22日 - 株式店頭公開[7]。日本の通信会社および特殊会社として初の株式公開企業となる。
- 1960年（昭和35年） - 株式を東証・大証2部に上場。
- 1963年（昭和38年）11月 - 茨城宇宙通信実験所（後に茨城衛星通信所へ改称）開設。
- 1964年（昭和39年）- 太平洋横断ケーブル(TPC-1)開通。
- 1969年（昭和44年）5月 - 山口衛星通信所開設。
- 1970年（昭和45年） - 株式を東証・大証1部へ指定替え上場。
- 1975年（昭和50年） - 国際ダイヤル通話サービス開始。
- 1979年-1980年 - 国際電話料金値下げ要求阻止のための汚職事件（KDD事件）が発覚。
- 1989年（平成元年） - 千倉海底線中継所開設[8]。
- 1996年（平成8年）- 英文社名表記にコーポレートタイトル「KDD ; Japan's Global Communications」を使用。
- 1997年（平成9年） - 国際電信電話株式会社法の改正。7月よりルートKDD（国際電話接続用の国内幹線）を用いた契約者向け国内通信サービス開始。
- 1998年（平成10年）
  - 7月1日 - NTTとの国内中継電話サービス「001国内電話サービス（識別番号:001）」開始。6秒1円のハドソン課金を採用。
  - 7月30日 - 電気通信分野における規制の合理化のための関係法律の整備等に関する法律[9]の第1条の施行[10]により、国際電信電話会社法が廃止され完全民営化。
  - 10月 - 第二電電の国際電話サービス（識別番号:0078）に相互接続の回線を提供開始。
  - 12月1日 - 日本高速通信を吸収合併し社名をケイディディ株式会社とする。同時に郵政省共済組合の9.26%に次いでトヨタ自動車が8.42%で第2位株主となり、同社が役員を派遣し経営参画する。
- 2000年（平成12年）10月1日 - 第二電電株式会社を存続会社としてケイディディ株式会社及び日本移動通信株式会社と合併し、株式会社ディーディーアイ (DDI CORPORATION) となる。

## 短編映画
1957年（昭和32年）から1960年代後半にかけて、国際通信関連技術について紹介する短編映画を計4本企画している。
- 『太陽と電波』1957年（昭和32年）

当時の国際電話及び電信の主流だった短波通信について紹介。地球の自転に伴う上空の電離層の変化と短波の関係のほか、当時の国際電信電話の施設や業務の一端も紹介されている。
- 『太平洋横断ケーブル』1964年（昭和39年）

短波通信が限界に達していることを背景に、日米共同事業として国際電信電話が1960年代前半にかけて展開してきた海底ケーブル敷設について紹介。この敷設に際して新たに開発された海底ケーブルの構造や伝送の原理、海底ケーブル敷設を担ってきたアメリカAT&Tの海底ケーブル敷設船「ロングラインズ号」が神奈川県の二宮沖に出現し、海底ケーブルを海岸に陸揚げさせている様子なども紹介されている。
- 『衛星通信』1964年（昭和39年）

1963年（昭和38年）11月、茨城県多賀郡十王町（現・茨城県日立市）に茨城宇宙通信実験所が竣工。そこで実施された日米通信テストの模様を紹介。映画の前半では衛星通信に関する説明、当時すでに打ち上げられていた通信衛星の数々が紹介されている。
- 『ケーブル・シップ KDD丸』1967年（昭和42年）

日本で最初の本格的なケーブル敷設船として1967年に竣工した「KDD丸」の構造解説や建造の様子、竣工後に作業訓練も兼ねて行われた航海テストの模様を紹介する。1992年に竣工した「KDDIオーシャンリンク」が後継している。
4作ともに東京シネマ（現・東京シネマ新社）が制作し、現在は科学映像館（NPO法人科学映像館を支える会）ウェブサイト内で無料公開されている。

## 不祥事
- 1979年に社長が海外出張から帰国した際に、随行の社員が装身具などの「贈答品」を申告せず東京税関に密輸として摘発された。これを契機に政治家などへの贈収賄が発覚した[12]。